# Reva
Reva è un'auto elettrica indiana, prodotta dalla REVA Electric Car Company. Lo stabilimento principale di produzione di tale autoveicolo si trova a Bangalore.

## Storia
Il modello Reva G-Wiz è entrata nel mercato inglese nel 2001 e, nella versione "i", ha un'autonomia di ottanta chilometri e si ricarica in otto ore.
Tale modello d'auto prende il nome, così come l'impresa che la produce, dalla madre del fondatore della casa automobilistica: il sig. Maini.
Nel 2008 è stata l'auto elettrica più prodotta al mondo, con trentamila esemplari. I suoi ingombri sono a livello di quelli delle golf car con una lunghezza limitata a 2,6 m, per quanto sia dichiarata un'abitabilità di 2+2 posti Grazie alle sue caratteristiche globali è omologabile tra i quadricicli.
Una nuova versione dell'auto è stata annunciata all'inizio del 2009, la "L-ion", che promette una maggiore autonomia grazie al nuovo tipo di accumulatore